# یواس‌اس اماگانست (اس‌پی-۶۹۳)
یواس‌اس اماگانست (اس‌پی-۶۹۳) (به انگلیسی: USS Amagansett (SP-693)) یک کشتی بود که طول آن ۱۲۳ فوت ۶ اینچ (۳۷٫۶۴ متر) بود. این کشتی در سال ۱۸۷۹ ساخته شد.